# Liolaemus escarchadosi
Espèce
Statut de conservation UICN

 LC  : Préoccupation mineure
Liolaemus escarchadosi est une espèce de sauriens de la famille des Liolaemidae.

## Répartition
Cette espèce est endémique de la province de Santa Cruz en Argentine.

## Description
C'est un saurien vivipare.

## Étymologie
Cette espèce est nommée en référence au lieu de sa découverte, la laguna Los Escarchados.

## Publication originale
- Scolaro & Cei, 1997 : Systematic status and relationships of Liolaemus species of the archeforus and kingii groups: a morphological and taxonumerical approach (Reptilia: Tropiduridae). Museo Regionale Di Scienze Naturali Bollettino (Turin), vol. 15, no 2, p. 369-406.